# Jewpacabra
"Jewpacabra" er det fjerde afsnit af den 16. sæson af den amerikanske animerede sitcom South Park, og det 227. afsnit i alt af serien. Det havde premiere på Comedy Central i USA den 4. april 2012. I afsnittet er South Parks store påske-æggejagt på spil, da der opstår rygter om at et bæst vandrer rundt i skoven i nærheden. Cartman prøver at advare alle om at deres liv stå på spil hvis de deltager i æggejagten. Ingen tror på ham, indtil han producerer et video-bevis på det mystiske væsen.
Afsnittet var skrevet af seriens ene skaber Trey Parker og blev vurderet til TV-MA LV i USA.